# Giao Thanh
Giao Thanh là một xã thuộc huyện Giao Thủy, tỉnh Nam Định, Việt Nam.
Xã Giao Thanh có diện tích 6,26 km², dân số năm 1999 là 6502 người, mật độ dân số đạt 1039 người/km². Đây là địa phương có dự án Đường cao tốc Ninh Bình – Hải Phòng đi qua.

## Địa giới hành chính
Địa giới hành chính xã:
Phía đông giáp xã Giao Thiện, Giao An.
Phía tây giáp xã Hồng Thuận.
Phía nam giáp xã Giao Lạc.
Phía bắc giáp xã Giao Hương.

## Đơn vị hành chính
Xã Giao Thanh bao gồm 10 xóm: Thanh Long, Thanh Nhân, Thanh Hùng, Thanh Giáo, Thanh Châu, Thanh Tân, Thanh Lâm, Thanh An,Thanh Minh, Thanh Mỹ (xếp hạng theo cơ cấu dân số).
Năm 2013, trung tâm hành chính Giao Thanh được xây mới, với 2 tầng, sân bãi rộng, hồ nước, nhà văn hóa trung tâm xã, sân vận động xã... phục vụ tốt hơn cho nhân dân.

## Lịch sử
Theo Lịch sử Đảng bộ và nhân dân huyện Giao thủy 2009, cho biết xã Giao Thanh:
Thời Thiệu Trị (1841-1847), cụ Đặng Xuân Cát cùng 13 cộng sự chiêu mộ dân nghèo các nơi đến khai khẩn xã Thanh Nhang (để tỏ lòng tri ân, nhân dân đã lập đền thờ các cụ ở xóm Thanh An, Giao Thanh).
Năm Tự Đức thứ 8 (1858), một số nhân vật ở Hành Thiện (Xuân Trường) có nhờ cụ Đặng Kim Toán (quê Hành Thiện) Tổng đốc Nghệ An dâng sớ xin triều đình cho khai khẩn vùng đất đồng bể Giao Thủy. Được triều đình chuẩn tấu, cụ Trần Hữu Dụ khâm chỉ về thị sát, đến năm Tự Đức thứ 10 được phê chuẩn, chia thành 14 ấp.
Cùng thời gian này, cụ Nguyễn Như Vực người làng Trừng Uyên, xã Điền Xá, Nam Trực dạy học ở Minh Hương (nay thuộc Giao Thanh) cùng một số bạn bè khẩn hoang khu vực (Thanh Hùng, Thanh Long và một phần đất Giao An hiện nay)
Năm 1952, thực hiện của Chính phủ đổi tên các xã, thống nhất lấy chữ Giao gắn đầu với một chữ của xã thành địa danh xã mới, cụ thể: xã Thanh Nhang, thành hai xã Giao Thanh và Giao Hương.
Năm 1966, huyện Giao Thủy và huyện Xuân Trường hợp thành huyện Xuân Thủy.
Từ năm 1997 đến nay Giao Thanh thuộc huyện Giao Thủy.

## Kinh tế
Giao Thanh là một xã thuần nông nghiệp, không có các ngành nghề truyền thống. Nền kinh tế tự cung tự cấp, phát triển theo hướng tự phát của từng gia đình.
Tiểu thủ công nghiệp cũng phát triển: Xưởng mộc Xuân Nghinh, cơ khí Quang Hợp, nghề đan sợi, mây tre đan xuất khẩu, may áo cưới,.....

## Đặc sản
Đặc sản của địa phương này là nem nắm (nem thính), được nhiều nơi biết đến với cái tên nem Giao Thanh hoặc nem nắm Giao Thủy.
Nem được làm từ thịt nạc còn tươi của lợn, cùng với bì lợn thái nhỏ, thính, tỏi và một số gia vị, đem nắm lại và xung quanh được bao bọc bởi lá Sung hay Đinh Lăng. Khi ăn kết hợp với lá Sung hoặc Đinh lăng, chấm bằng nước mắm ngon tạo ra hương vị ngon và độ bùi ngậy đặc biệt.

## Y tế - Giáo dục
Xã hiện có 1 trường cấp I (THCS Giao Thanh), và 01 trường cấp II (THCS Giao Thanh). Trường Tiểu học cơ sở và Trung học cơ sở Giao Thanh cũng đã được công nhận đạt chuẩn quốc gia năm 2007.
Hiện xã cũng có trường mẫu giáo đạt chuẩn theo quy định của sở giáo dục.
Hệ thống y tế phát triển mạnh mẽ, trạm y tế đã có Bác sĩ, điều dưỡng làm việc.
Ngoài ra, xã Giao Thanh còn có Bệnh viện Đa Khoa tư nhân với trang thiết bị hiện đại trong khu vực.

## Tôn Giáo-Tín Ngưỡng
Ngoài tín ngưỡng truyền thống, Giao Thanh có hai tôn giáo:
Phật giáo: chùa Thanh Quang (xóm Thanh Mỹ)
Thiên Chúa giáo: giáo xứ Minh Đường (xóm Thanh Hùng); Giáo họ Phú Giáo (xóm Thanh Giáo); giáo họ Minh Tân (xóm Thanh Long)